# 310年代
| 千纪： | 1千纪                                                                                  |
| 世纪： | 3世纪 \| 4世纪 \| 5世纪                                                                |
| 年代： | 280年代 \| 290年代 \| 300年代 \| 310年代 \| 320年代 \| 330年代 \| 340年代              |
| 年份： | 310年 \| 311年 \| 312年 \| 313年 \| 314年 \| 315年 \| 316年 \| 317年 \| 318年 \| 319年 |

## 大事记
- 羅馬帝國君士坦丁一世為帝
- 西晉灭亡，东晋在南方建立，北方为汉赵、后赵、前凉，西南为成汉

## 逝世
- 刘渊（310年去世）
- 刘聪（318年去世）